# 마리온 라븐
마리온 엘리세 라븐(Marion Elise Ravn, 1984년 5월 26일 ~ )는 노르웨이의 싱어송라이터이다. 마리트 라르센과 M2M 활동을 한 것으로 잘 알려져 있다. 2005년에는 솔로 음반 Here I Am의 발매를 시작으로 솔로 활동을 시작하였다.